# میتسوبیشی کلت ۶۰۰

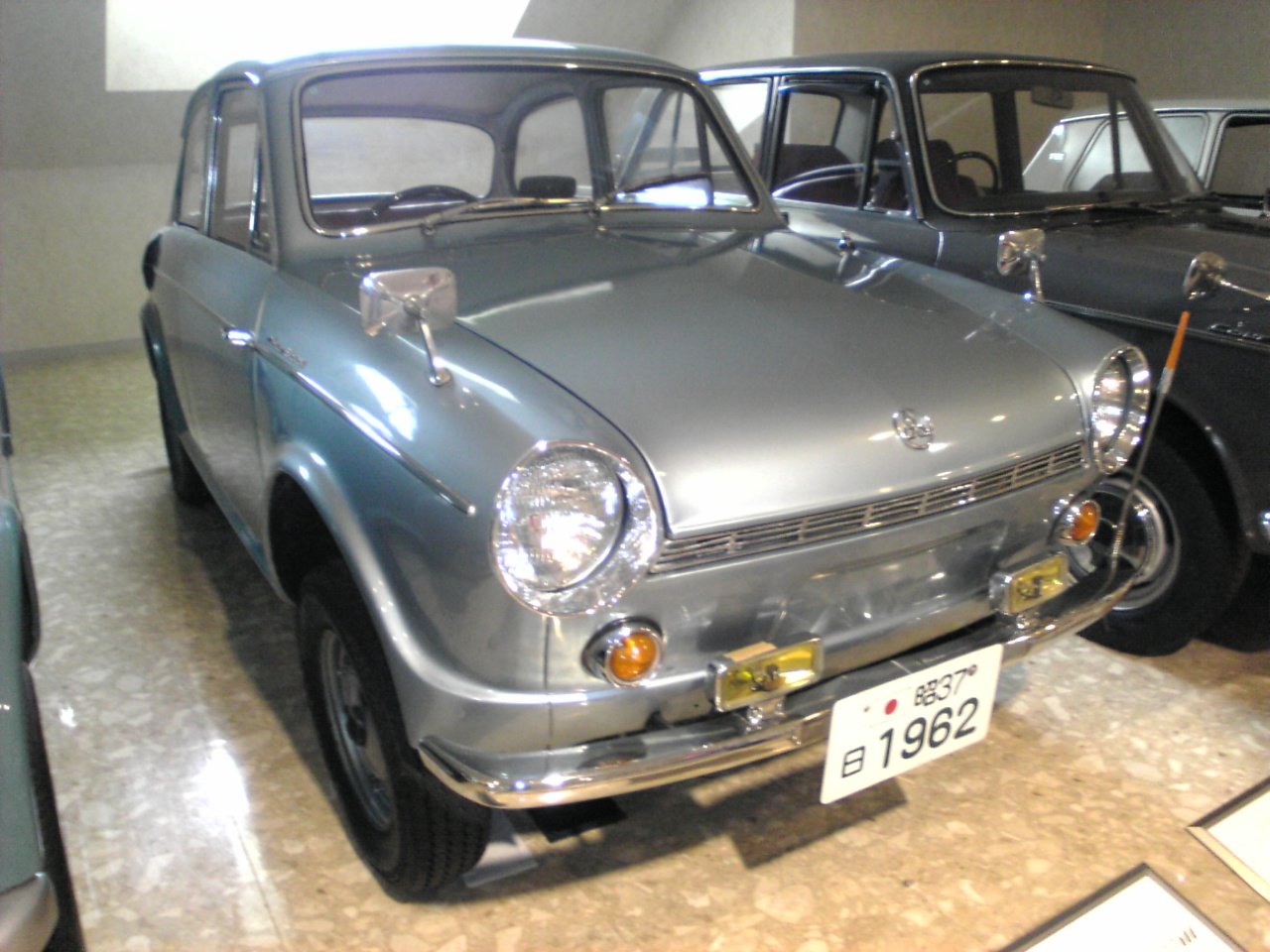

میتسوبیشی کلت ۶۰۰ (Mitsubishi Colt ۶۰۰) خودرویی است که در سال‌های ۱۹۶۲ تا ۱۹۶۵ تولید شده‌است.
طراحی آن خودروهای موتور عقب-محور عقب بوده ‌است.
موتور آن ۵۹۴ سی‌سی سیستم جعبه‌دندهٔ آن ۳ دنده به صورت دستی است.